# Cryptops vulcanicus
Cryptops vulcanicus är en mångfotingart som beskrevs av Zapparoli 1990. Cryptops vulcanicus ingår i släktet Cryptops och familjen Cryptopidae. Inga underarter finns listade i Catalogue of Life.